# Sporisorium aristidicola
Sporisorium aristidicola är en svampart som först beskrevs av Speg., och fick sitt nu gällande namn av Vánky 2001. Sporisorium aristidicola ingår i släktet Sporisorium och familjen Ustilaginaceae.   Inga underarter finns listade i Catalogue of Life.